# Região Geográfica Imediata de Sena Madureira

Localização da Região Imediata de Sena Madureira no Acre.

A Região Geográfica Imediata de Sena Madureira é uma das 5 regiões imediatas do estado brasileiro do Acre, uma das 3 regiões imediatas que compõem a Região Geográfica Intermediária de Rio Branco e uma das 509 regiões imediatas no Brasil, criadas pelo IBGE em 2017. É composta de 3 municípios: Manoel Urbano, Santa Rosa do Purus e Sena Madureira.